# Vulpes chama
{{#ifeq:0|0|{{#if:|{{#if:Vulpeschama|[[]}}|}}}}
Vulpes chama — один із видів лисиць. Широко розповсюджений у центральній та західній частинах Південної Африки, займаючи переважно посушливі й напівпосушливі райони, але в деяких районах, таких як біом фінбош у Західно-Капській провінції, живе при більшій кількості опадів і щільнішій рослинності, ніж зазвичай. У Вільній Державі (ПАР) вид найчисленніший у районах, де опадів менше 500 мм, але в провінції Квазулу-Наталь він був зареєстрований між 1000 і 1500 м над рівнем моря, де кількість опадів становить приблизно 720—760 мм.

## Морфологія
Морфометрія. Довжина голови й тулуба: 560 мм, хвіст: 330 мм, вага: 4,0 кг.
Опис. Верхня частина тіла сріблясто-сіра, нижня — блідо-жовто-коричнева. Дуже пухнастий хвіст має чорне закінчення. Вуха загострені. Мордочка коротка й загострена.

## Поведінка
Нічний вид, ховається вдень під каменями або в норах у піщаному ґрунті. Поживою є в основному дрібні хребетні й комахи. Мешкає поодинці або парами. Територія патрулювання — 1,0–4,6 км²; при високій щільності потенційного видобутку території особин можуть перекриватись.

## Життєвий цикл
Сезон розмноження у вересні-жовтні. Вагітність триває 51–52 днів, народжується від трьох до п'яти дитинчат.

## Загрози та охорона
Втрата середовища проживання не є основною загрозою для виду. У Західно-Капській провінції і в інших місцях зміна методів ведення сільського господарства спричинила навіть збільшення площі проживання цього виду внаслідок розширення площ напівпосушливої рослинності. Торгівля шкурами цієї лисиці не є значною. Живе в охоронних територіях в Ботсвані, Намібії та Південній Африці, а також у багатьох провінційних заповідниках і на приватних територіях.

## Виноски
1. 1 2  Vulpes chama на вебсайті МСОП
2. 1 2 3  Ronald M. Nowak. Walker's carnivores of the world — JHU Press, 2005, p. 78